# Lettische Eishockeyliga 2015/16
Die Saison 2015/16 war die 25. Spielzeit der lettischen Eishockeyliga, der höchsten lettischen Eishockeyspielklasse. Meister wurde zum ersten Mal in der Vereinsgeschichte überhaupt der HK Liepāja.

## Modus
In der Hauptrunde absolvierten die sieben Mannschaften jeweils 30 Spiele. Für einen Sieg nach regulärer Spielzeit erhielt jede Mannschaft drei Punkte, für einen Sieg nach Overtime erhielt jede Mannschaft zwei Punkte, bei einer Niederlage nach Overtime gab es einen Punkt und bei einer Niederlage nach regulärer Spielzeit null Punkte. Die zwei bestplatzierten Mannschaften qualifizierten sich direkt für das Halbfinale der Playoffs, in denen der Meister ausgespielt wird, während weitere vier Mannschaften im Play-off-Viertelfinale die zwei weiteren Teilnehmer am Halbfinale ermittelten.

## Teilnehmer
Von den Teilnehmern der Vorsaison verließen nur Ogre/Sāga 18 die Liga. Der HASC Jūrmala zog nach Tukums um und kooperierte dort mit dem HK Tukums. Als neuer Teilnehmer wurde die Hokeja skola Riga aufgenommen, die schon mehrfach unter verschiedenen Namen am Wettbewerb teilgenommen hatte.
| Team                   | Standort | Spielstätte           | Cheftrainer       | Kapitän                          |
| ---------------------- | -------- | --------------------- | ----------------- | -------------------------------- |
| HK Kurbads             | Ogre     | Vidzemes ledus halle  | Pēteris Ostošovs  | Toms Bluks                       |
| HK Liepāja             | Liepāja  | Olimpiskā ledus halle | Igors Ļebedevs    | Dmitrijs Korņilovs               |
| HK MOGO                | Riga     | Inbox.lv ledus halle  | Oļegs Sorokins    | Sergejs Durdins                  |
| HS Riga                | Riga     | Hokeja halle "Riga"   | Leonīds Beresņevs | Edmunds Augstkalns Edvards Kļava |
| HS Riga 99 / HK Tukums | Tukums   | Tukuma ledus halle    | Igors Smirnovs    | Emīls Ģēģeris                    |
| HK Prizma Riga         | Riga     | Volvo sporta centrs   | Ēriks Miļuns      | Wiktor Lobatschow                |
| HK Zemgale/LLU         | Jelgava  | Jelgavas ledus halle  | Aigars Cipruss    | Raimonds Vilkoits                |

## Hauptrunde
Die Hauptrunde der lettischen Eishockeyliga umfasste 30 Spieltage, begann am 5. September 2015 und endete am 6. März 2016. Nach der ersten Spielrunde zog sich der HASC Tukums aufgrund finanzieller Probleme vom Spielbetrieb zurück. Die Mannschaft respektive das Startrecht wurde anschließend von der Hokeja skola Riga in Partnerschaft mit dem HK Tukums übernommen und in der Folge vor allem Nachwuchsspieler eingesetzt.
Mit 23 Siegen aus 30 Spielen setzte sich der HK Liepāja durch und zog damit direkt in das Playoff-Halbfinale ein.
| Pl. |                      | Sp | S  | OTS | OTN | N  | Tore    | Punkte |
| --- | -------------------- | -- | -- | --- | --- | -- | ------- | ------ |
| 1.  | HK Liepāja           | 30 | 22 | 1   | 2   | 5  | 165:093 | 70     |
| 2.  | HK MOGO              | 30 | 19 | 4   | 2   | 5  | 169:083 | 67     |
| 3.  | HK Kurbads           | 30 | 18 | 4   | 3   | 5  | 162:074 | 65     |
| 4.  | HK Zemgale           | 30 | 17 | 1   | 1   | 11 | 137:087 | 54     |
| 5.  | HK Prizma Riga       | 30 | 12 | 1   | 1   | 16 | 110:101 | 39     |
| 6.  | HS Riga              | 30 | 4  | 0   | 2   | 24 | 059:164 | 14     |
| 7.  | HS Riga 99/HK Tukums | 30 | 2  | 0   | 0   | 28 | 059:259 | 6      |

Sp = Spiele, S = Siege, OTS = Overtime-Siege, OTN = Overtime-Niederlage, N = Niederlagen

## Play-offs
Die Play-offs begannen am 8. März 2016 mit den Viertelfinalspielen zwischen HK Kurbads und HS Riga sowie dem HK Zemgale und dem HK Prizma Riga.
|  | Viertelfinale | Viertelfinale  | Viertelfinale |  |  | Halbfinale | Halbfinale     | Halbfinale |  |   | Finale     | Finale     | Finale |
|  |               |                |               |  |  |            |                |            |  |   |            |            |        |
|  |               |                |               |  |  | 1          | HK Liepāja     | 3          |  |   |            |            |        |
|  | 4             | HK Zemgale     | 1             |  |  | 5          | HK Prizma Riga | 1          |  |   |            |            |        |
|  | 5             | HK Prizma Riga | 3             |  |  |            |                |            |  | 1 | HK Liepāja | 4          |        |
|  |               |                |               |  |  |            |                |            |  |   | 3          | HK Kurbads | 3      |
|  |               |                |               |  |  | 2          | HK MOGO        | 1          |  |   |            |            |        |
|  | 3             | HK Kurbads     | 3             |  |  | 3          | HK Kurbads     | 3          |  |   |            |            |        |
|  | 6             | HS Riga        | 0             |  |  |            |                |            |  |   |            |            |        |